# Schlumperhose

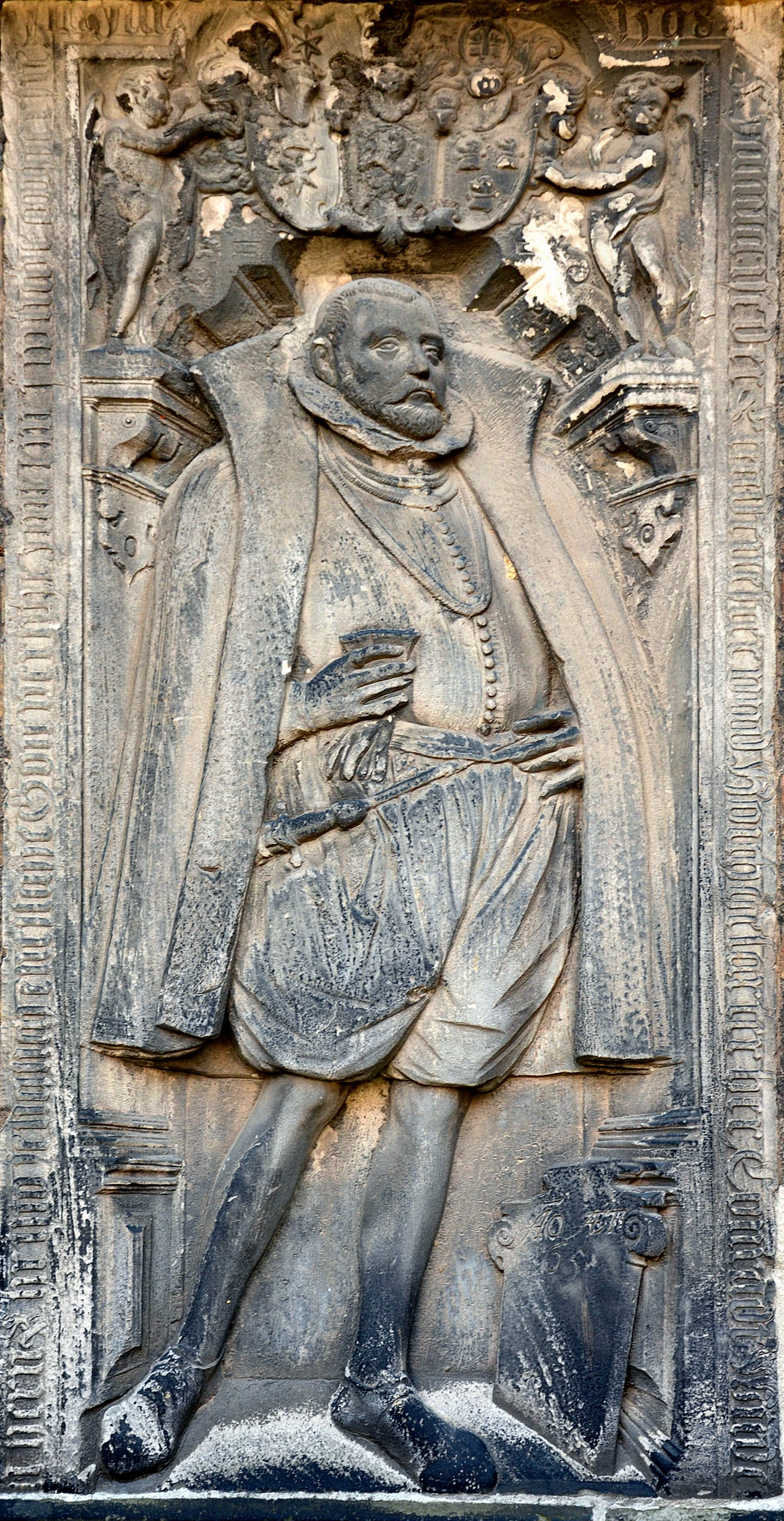
Epitaph des Großvogts Conrad Wiedemeyer, der eine Schlumperhose trägt;
an der Nordwand der Marktkirche in Hannover

Die Schlumperhose war eine im Zeitalter der Renaissance getragene Hosenform, die sich aus der in Spanien seinerzeit gebräuchlichen Pluderhose entwickelt hatte. Als „Oberhose“ wurde das Kleidungsstück zeitweilig verglichen mit „[...] zwei Kissen von entsetzlicher Dicke, mit einem Loch in der Mitte, durch die man sie anzog“. Ein Beispiel für eine Schlumperhose zeigt das Epitaph des Conrad Wiedemeyer an der Marktkirche von Hannover.